# Xã Le Sueur, Quận Kingsbury, South Dakota
Xã Le Sueur (tiếng Anh: Le Sueur Township) là một xã thuộc quận Kingsbury, tiểu bang Nam Dakota, Hoa Kỳ. Năm 2010, dân số của xã này là 113 người.